# Революции в Източна Европа (1989)
Падането на комунистическите режими в Източна Европа, революциите от 1989 г., падането на комунизма и есента на народите, са термини, описващи поредица от събития в Централна и Източна Европа през есента на 1989 г. По време на тези събития, само за няколко месеца падат редица комунистически правителства от Съветския блок.
„Есента на народите“ е израз, заимстван от израза „пролет на народите“, с който са известни демократичните революции и войни от 1848 г. Есента на народите са ненасилствени революции, започнали в Полша. След това се разпространява вълна на ненасилствена революция в Източна Германия, Чехословакия, Унгария и България. През 1989 г. старите партийни ръководители в ГДР, Чехословакия и Полша са сменени на партийни пленуми и конгреси и са формирани нови правителства. В края на декември 1989 г. в Румъния избухва истинско народно въоръжено въстание и комунистическият режим е свален чрез насилие, като румънският диктатор Николае Чаушеску e осъден на смърт и разстрелян.
На 3 ноември 1989 г. в София се провежда шествие до Парламента, организирано от „Екогласност“. Поводът е връчване на петиция срещу проектите Рила – Места. По-късно събитието ще бъде наречено „Първият демократичен митинг“. Това събитие остава без последствия, но на 10 ноември 1989 г. – ден след разрушаването на Берлинската стена – комунистическият лидер на България Тодор Живков е свален от Политбюро на БКП.
Тези революции значително променят баланса на световните сили и, заедно с разпадането на Съветския съюз в края на 1991 г., отбелязват края на Студената война.